# Kupljenik
Kupljenik é um assentamento localizado no município de Bled na Eslovênia. Possuía uma população estimada de 52 habitantes em 2020.